# Emilio Herrera Linares
Emilio Herrera Linares (Granada, 13 de febrer de 1879 - Ginebra, 13 de setembre de 1967) va ser un enginyer militar espanyol, destacat com a aviador i científic. Va ser president del Govern de la República espanyola en l'exili. Va ser pare del poeta i novel·lista José Herrera Petere. La Fundació Emilio Herrera Linares és la responsable de conservar el seu arxiu personal. El premi més important dels diferents que concedeix la Fundació Aena, dotat amb 60.000 €, es lliura en honor d'Emilio Herrera.

## Biografia

### Infància i primers anys
Emilio Herrera va néixer al carrer de San Isidro del barri de San Antón, situada al centre de Granada, en una família de classe mitjana. Els seus pares eren Rita Linares Salanava i el militar Emilio Herrera Ojeda. Un dels seus avantpassats va ser el famós arquitecte Juan de Herrera, que va participar en el disseny d'El Escorial per al rei Felip II d'Espanya.
Durant els anys de la seva infància, Granada va sofrir tres catàstrofes: el terratrèmol del 25 de desembre de 1884, una epidèmia de còlera i les inundacions ocasionades pel riu Darro al seu pas per la ciutat el 1885.
Va iniciar la carrera d'arquitectura, que va abandonar per ingressar amb 17 anys en l'Acadèmia d'Enginyers de Guadalajara, presidida en aquest moment per Pere Vives Vich -pioner en el camp de l'aerostàtica-, en la institució de la qual es conreava un gran esperit científic i experimental.

### Carrera militar
Va finalitzar l'acadèmia i es va graduar com a tinent el 1903, sol·licitant el seu trasllat a l'Escola Pràctica d'Aerostació per aprendre el maneig dels aerostats. Participa en ascensions científiques (observació de l'eclipsi solar a Burgos, 1905) i esportives (competició Gordon Bennet, 1906 o el Grand Prix de París, en el qual va quedar en segona posició). Poc després de casar-se amb Irene Aguilera Cappa, el 1909, integra una expedició aerostàtica militar a Melilla, com a suport a les tropes davant la rebel·lió del Protectorat Espanyol al Marroc. Aquest mateix any neix el seu fill, que serà un conegut poeta i novel·lista comunista, José Herrera Petere, amic i company literari de Miguel Hernández.
Després de la participació dels aerostats militars en les campanyes d'Àfrica, s'impulsa la necessitat de comptar amb aeronaus no limitades al seu ancoratge a terra. A conseqüència d'això, l'exèrcit es fa amb el seu primer dirigible. Herrera, que va dirigir la Secció de Globus Aerostàtics durant la campanya militar i anys després prepararia un plànol territorial a força de fotografies aèries, ja tenia els títols de pilot d'avió i de dirigibles. Estava molt interessat en els primers avions que havia observat al costat del seu amic Alfredo Kindelán y Duany en una exhibició que van fer un any abans els germans Wright a Augsburg.
El 1914 és portada dels periòdics amb el també militar José Ortiz Echagüe, junts travessen l'estret de Gibraltar. El rei Alfons XIII el nomena Gentilhome de cambra amb exercici després del vol. A més participa amb l'aviació en una nova campanya militar en el protectorat marroquí. És a partir d'aquests anys quan se centra en els seus estudis en temes aeronàutics (com a principis científics, tècnics, comercials o legals). El 1915 és enviat als Estats Units per comprar aparells Curtis-Jenny i muntar a Espanya la primera escola de pilots d'hidroavions. Participa en la Primera Guerra Mundial com a observador militar en diferents fronts.

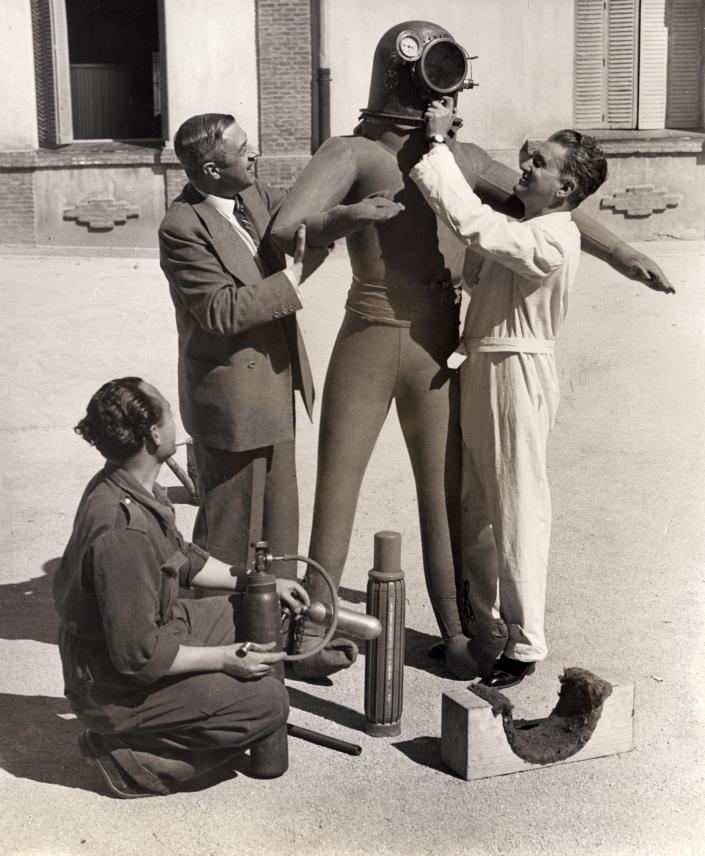
Prototip del vestit espacial dissenyat per Emilio Herrera Linares per a vols estratosfèrics, c.1935

Des de 1918 intenta crear una línia aèria transoceànica, la Transaéra Colón, que unís Europa i Amèrica per al transport de passatgers. Aquesta estaria equipada amb dirigibles de l'enginyer i inventor Leonardo Torres Quevedo. La idea la desenvolupa finalment una empresa alemanya. Herrera és convidat com a segon comandant, juntament amb el també militar José Ortiz de Echagüe, en el llavors major aeronau del seu temps el dirigible Graf Zeppelin LZ 127 que travessa l'oceà Atlàntic. Volaria més de dos milions de quilòmetres a més d'aconseguir la circumnavegació del planeta.
En la dècada dels anys 20, està embolicat en una gran activitat. Ajuda a Juan de la Cierva amb la seva invenció de l'autogir, aparell semblant als futurs helicòpters, però de principi de vol diferent. Participa en la construcció i disseny del Laboratori Aerodinàmic de Cuatro Vientos, inaugurat el 1921 i dotat d'un dels túnels de vent més gran i moderns del moment. Est seria el futur embrió de l'actual Institut Nacional de Tècnica Aeroespacial (INTA). Aquí començaria a investigar la vestimenta i els sistemes de respiració més adequats per a la navegació aèria. El 1935 crea l'"escafandre estratonàutic", un model d'uniforme i escafandre autònom per als tripulants de globus de gran altitud que es convertiria en el precursor del vestit espacial.
Va participar de manera important també en la creació anys després de l'Escola Superior de Aerotecnia, del que seria nomenat com a primer director, per a la formació dels futurs enginyers aeronàutics espanyols. No només s'interessa per l'aeronàutica, es coneix la seva formació esperantista i forma part juntament amb altres destacats militars com Julio Mangada de l'Associació de Militars Esperantistes. Juntament amb l'esmentat Leonardo Torres Quevedo i Vicente Inglada Ors el 1925 és nomenat representant oficial de l'Estat Espanyol en la Conferència Internacional per a l'ús de l'Esperanto en les Ciències.

### Segona República
El 1931 Alfons XIII decideix abdicar i abandonar Espanya. Es proclama la Segona República Espanyola i es forma un nou Govern. Aquesta situació va generar a Herrera un conflicte de lleialtats, ja que, d'una banda, devia lleialtat personal al rei Alfons XIII (a qui va acompanyar a París en el seu exili), com a Cavaller gentilhome; per un altre, devia lleialtat a la República espanyola i al poble espanyol. Alfons XIII el va alliberar del seu compromís i el va convidar a tornar a Espanya i servir-la. En efecte, Herrera, catòlic i monàrquic, una vegada el nou règim va ser legal i legítimament establert, va jurar la seva lleialtat al nou govern.
En aquell moment, Herrera era ja una destacada figura de l'aeronàutica i la Societat de Nacions el va nomenar expert internacional d'aviació. És aquesta una època molt intensa en la seva vida: el 1932, va representar a Espanya en la Conferència de Desarmament de la Societat de Nacions; en aquest mateix any l'Acadèmia de Ciències Exactes, Físiques i Naturals el va nomenar acadèmic (medalla núm. 15), en la qual va ingressar el 19 d'abril de 1933 on un discurs sobre Ciència i Aeronàutica. També patenta una regla de càlcul per a la resolució de problemes aerodinàmics.
Poc després d'ingressar presenta el seu projecte d'ascensió en globus per a l'estudi de l'estratosfera usant la que va denominar escafandre estratonàutic, antecedent dels vestits espacials.
| «                                                                                      | "Després de ser nomenat membre de l'Acadèmia de Ciències i sota els auspicis d'aquesta institució i de la Societat Geogràfica, vaig presentar un projecte d'ascensió estratosfèrica en un globus de 37.000 metres cúbics, amb barquilla oberta, en el qual havia d'ascendir a 26 quilòmetres d'altitud protegit per un escafandre de l'espai, la descripció del qual va ser publicada en la revista Ciencia Aeronáutica, de Caracas" | » |
| — 1 de març de 1958, Emilio Herrera a l'enginyer i professor Francisco José San Martín | |   |

Realitza el disseny el 1935 en els tallers del Polígon d'Aerostació de Guadalajara i en el Laboratori Aerodinàmic de Cuatro Vientos. D'una banda un globus que podia aconseguir els 26.000 metres d'altitud i per un altre d'aquest primer vestit espacial que comptava amb micròfon, sistema de respiració antivapor, termòmetres, baròmetres o diverses eines per mesurar i recollir mostres.
Diverses dècades després, l'agència nord-americana NASA es basaria en els seus estudis per a l'elaboració dels vestits espacials, que com a reconeixement l'astronauta Neil Armstrong va lliurar una de les roques lunars a un dels seus col·laboradors Manuel Casajust Rodríguez, emprat en la NASA. La roca acabaria dipositada durant molts anys al Museu d'Aeronàutica i Astronáutica d'Espanya, i actualment es troba desapareguda des de l'any 2004. Segons va referir el seu ajudant, el pilot Antonio García Borrajo: "Quan els nord-americans van oferir a Herrera treballar per al seu programa espacial amb un xec sense limitacions en zeros, ell va demanar que una bandera espanyola onegés en la Lluna, però li van dir que només onejaria la dels Estats Units". Herrera va rebutjar l'oferta.

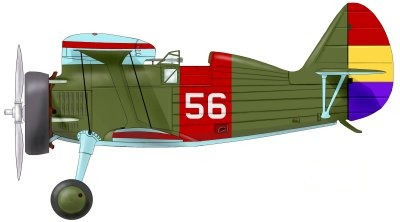
El Polikarpov I-15 conegut com a Chato, va ser un dels millors avions republicans durant la guerra civil

Herrera té ja el rang de Tinent Coronel i és el director tècnic de les força aèria republicana on organitza les escoles d'aviació. Amb el començament de la guerra civil espanyola el 1936, mentre es troba dictant un curs en la Universitat de Santander, el seu projecte es va veure definitivament abandonat. Es manté fidel al govern republicà i el 1937 és un dels pocs oficials ascendit al grau militar de General. Malgrat ser reconegut com d'idees conservadores i no congeniar amb els sectors més radicalitzats en el poder, manté la seva lleialtat al govern encara que perd per això l'amistat de nombrosos amics com Kindelán, cap de l'aviació rebel. D'altra banda, el seu fill Petere, milita activament al Partit Comunista i el 1938 és Premio Nacional de Literatura. Al setembre de 1937 mor en la batalla de Belchite el seu segon fill, Emilio Herrera Aguilera (familiarment Pikiki) d'uns 19 anys, sergent i pilot del caça Polikarpov I-15.

### Exili antifranquista
El final de la Guerra d'Espanya el va trobar a Sud-amèrica, on havia viatjat el 1939 en missió oficial acompanyant al polític Indalecio Prieto. Encara que en un primer moment va estar exiliat en Xile, poc després es va dirigir a França, on viuria en l'exili de manera humil, a causa dels curts recursos econòmics que disposava. Sota la França de Vichy, el Govern alemany de Hitler li va oferir treballar en el Laboratori de Vibracions de Berlín, proposta que va vetar el Govern del General Franco, si bé el mateix Herrera ja havia renunciat a acceptar la proposta del General Von Faupel, al que coneixia des de la dècada de 1920, quan amb motiu del seu periple per Amèrica del Sud per estudiar la seva línia de dirigibles, coincidí amb aquest en un homenatge que li va oferir la colònia espanyola de Lima. Herrera va reconèixer que el projecte li seduïa, però que li resultava impossible acceptar-lo i, amb tota franquesa, l'hi ho va comunicar a Von Faupel, que va acceptar els seus arguments com a propis d'un home d'honor.
Va continuar dedicant-se a la recerca aeronàutica i científica, col·laborant en revistes franceses de temàtica aeronàutica, fonamentalment en L'Aerophile que dirigia el seu amic Blondel de la Rougerie. Herrera vivia juntament amb la seva esposa gràcies als seus drets de patents d'un sistema de doble projecció geogràfica i un flexicalculador per resoldre funcions matemàtiques i integrals el·líptiques. El 1945 va publicar un article, que va ser rebutjat, sobre l'ús de la bomba atòmica dies abans de l'atac nuclear sobre Hiroshima. Era un seguidor i defensor de la teoria de la relativitat d'Albert Einstein, amb qui va tenir amistat personal arran de la seva visita a Espanya el 1923. També va ser llorejat per l'Acadèmia de Ciències de França pels seus estudis sobre aeronàutica i astronàutica, de fet havia proposat al Ministeri de l'Aire francès el llançament d'un satèl·lit artificial, aprofitant un dels coets V-2 que França va rebre a la rendició d'Alemanya. Posteriorment va ingressar en l'Office national d'études et de recherches aérospatiales (ONERA) i va ser nomenat consultor de la UNESCO sobre temes de física nuclear, càrrec del qual va dimitir en ser acceptat l'ingrés del règim franquista en l'ONU.
Va ser reconegut internacionalment pel seu ferm política antifranquista, formant part de diversos gabinets del Govern de la República espanyola en l'exili com a ministre d'Afers Militars i, entre 1960 i 1962 com a president del Govern republicà espanyol en l'exili. Durant el seu breu mandat va intentar mantenir el reconeixement de la legitimitat republicana en els fòrums internacionals i la col·laboració amb els exiliats de la dictadura portuguesa. En morir Diego Martínez Barrio, President de la República Espanyola, va ser succeït per l'historiador Claudio Sánchez Albornoz, encara que es va mantenir com a ministre d'Afers Militars.

### Últims anys
El 1967, any de la seva defunció, Herrera es va mostrar partidari d'una reconciliació nacional, i va buscar el suport polític i religiós per celebrar un referèndum en el qual els espanyols poguessin triar lliurement entre monarquia o república. Va morir al domicili del seu fill José Herrera "Petere" a Ginebra als 88 anys. El 1993 les seves restes mortals van ser traslladats al cementiri de la seva Granada natal.